# Bom hẹn giờ

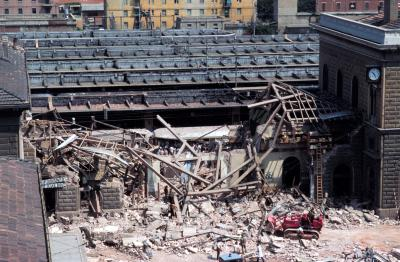
Hậu quả sau vụ đánh bom tại ga xe lửa Bologna vào tháng 8 năm 1980 khiến 85 người thiệt mạng

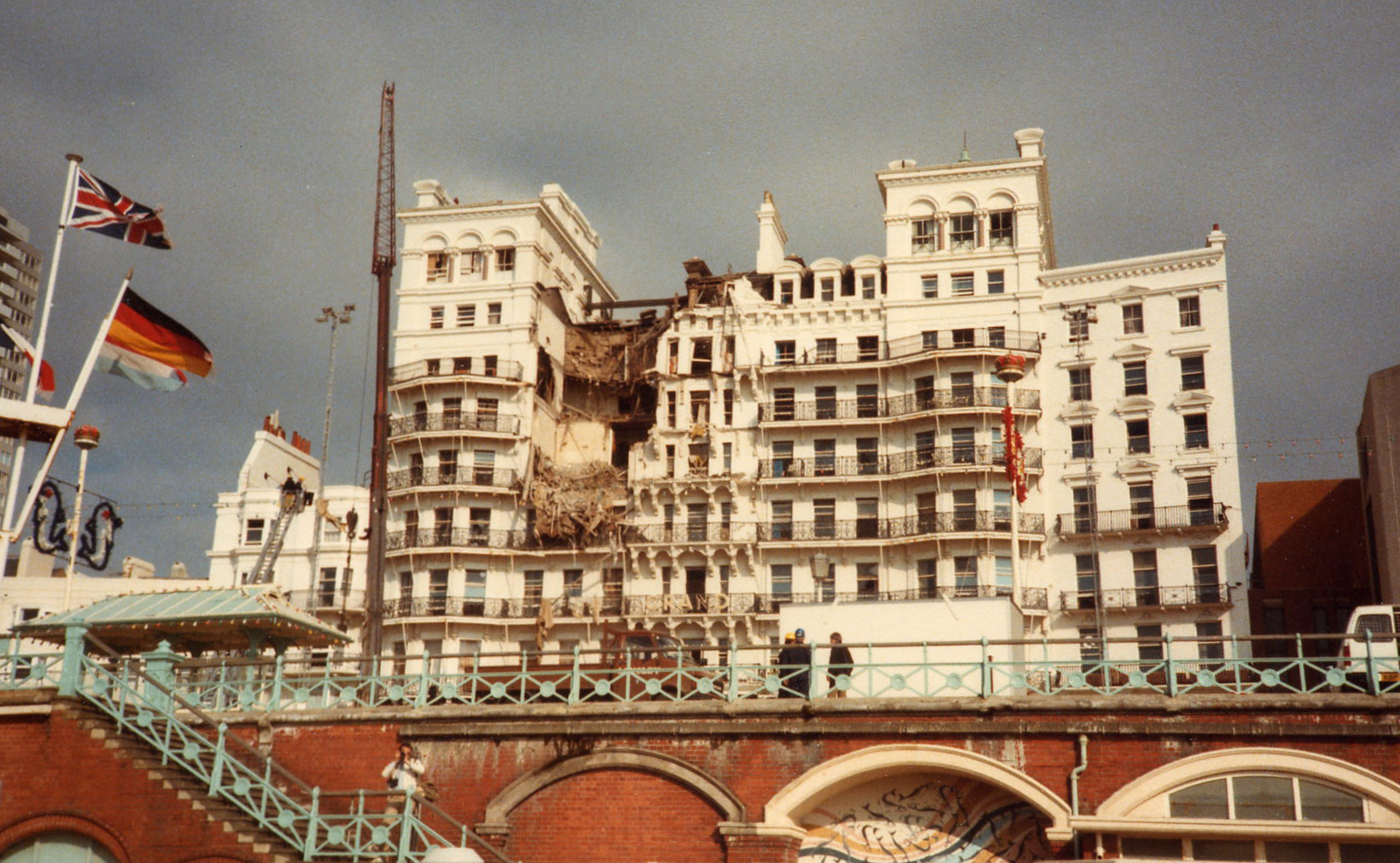
Hậu quả sau vụ Đánh bom khách sạn Grand ở Brighton (1984) nhắm vào thủ tướng Anh Margaret Thatcher, khiến 5 người khác thiệt mạng và 31 người bị thương.

Bom hẹn giờ là một bom được kích hoạt bởi đồng hồ bấm giờ. Việc sử dụng hoặc cố gắng sử dụng bom hẹn giờ nhằm nhiều mục đích khác nhau bao gồm gian lận bảo hiểm, khủng bố, ám sát, phá hoại và chiến tranh. Chúng cũng thường xuyên được sử dụng trong phim kinh dị và phim hành động vì sự kịch tính mang lại được.